# Kremnitzbach
Der Kremnitzbach ist rechter Zubringer zur Pielach bei Prinzersdorf in Niederösterreich.
Der Kremnitzbach entspringt unweit des Dunkelsteins (625 m ü. A.) im südöstlichen Dunkelsteinerwald, wird aber im Oberlauf als Hausenbach bezeichnet. Nach Aufnahme des Lauterbaches fließt der Ellerbach ein, der deutlich länger als der Hausenbach ist, und danach im Ort Hausenbach der aus Weyersdorf abfließende Weyersdorfer Bach, der den Hausenbach längenmäßig ebenso übertrifft. An dieser Stelle wird der Hausenbach zum Kremnitzbach, nimmt in Afing den Watzelsdorfer Bach auf, bei Hofing den Moosbach und bei Hetzersdorf den Matzengraben, der das Gebiet um Sasendorf entwässert. Bei Pfaffing mündet der Kremnitzbach in den Salauer Mühlbach, ein bei Salau aus der Pielach ausgeleiteter Mühlkanal, der bereits davor den Weitendorfer Bach aufgenommen hat und südlich von Hafnerbach wieder auf die Pielach trifft.
Das Einzugsgebiet des Kremnitzbaches umfasst 54,3 km² in teilweise bewaldeter Landschaft.